# Тинторале (Терамо)
Тинторале (итал. Tintorale) је насеље у Италији у округу Терамо, региону Абруцо.
Према процени из 2011. у насељу је живело 41 становника. Насеље се налази на надморској висини од 641 м.